# Jiří Horský
Jiří Horský (* 26. November 1909 in Pressburg, Österreich-Ungarn; † 9. Juli 2005 in Ústí nad Labem, Tschechien) war ein tschechoslowakischer Militär deutsch-jüdischer Herkunft. Von 1937 bis 1939 kämpfte er in den Reihen der Internationalen Brigaden im Spanischen Bürgerkrieg auf Seiten der Zweiten Spanischen Republik gegen den Putsch des faschistischen Generals und späteren Diktators Francisco Franco.

## Leben

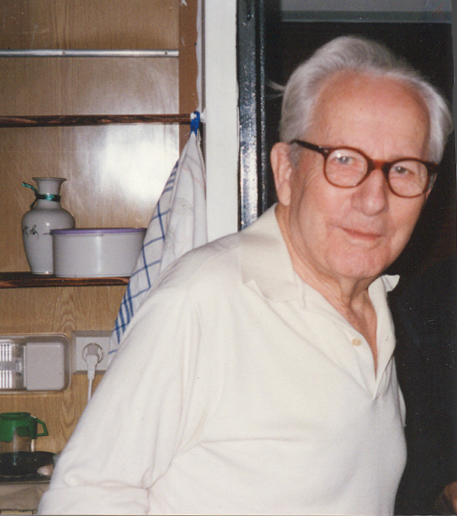
Jiří Horský an seinem 90. Geburtstag, 1999

Jiří Horský, eigentlich Jura Winterstein, zeitweiliger Partei- bzw. Deckname "Farkas", wuchs in einer deutschsprachigen Familie auf. Die Eltern Friedrich Winterstein und Lily Hofmann waren aus Wien nach Pressburg (Bratislava), damals zur Habsburgischen Monarchie gehörend, eingewandert. Der Vater war Chemiker vom Beruf. Neben der Muttersprache Deutsch erlernte Jiří die in Pressburg geläufigen Sprachen Ungarisch und Slowakisch, später in Brünn (Brno) auch Tschechisch. In Brünn schloss er die Schule mit Matura (Abitur) ab. Während seines Ingenieurstudiums in Brno kam er mit sozialistischen Ideen in Berührung. Von 1931 bis 1937 war er technischer Angestellter im Kabelwerk Bratislava. In dieser Zeit absolvierte er auch seinen Armeedienst und schloss im Frühjahr 1934 einen Offizierslehrgang im Rang eines Unterleutnants der Reserve ab. Auch begann er sich politisch zu engagieren; mit seinen Freunden verteilte er antifaschistische Flugblätter und sammelte Spenden für die tschechoslowakische Rote Hilfe (Rudá pomoc). Mitte der 1930er-Jahre gab es in fast allen europäischen Ländern starke faschistische Kräfte; in einigen Ländern waren sie bereits an der Macht. Als 1936 in Spanien General Franco putschte, beschloss Horský wie so viele Gleichgesinnte in der Welt, die Spanische Republik vor Ort zu unterstützen. Da die meisten Staaten wegen ihrer Neutralitätspolitik eine offizielle Unterstützung der Spanischen Republik ablehnten und auch die tschechoslowakischen Behörden ihm einen Spanienpass verweigerten, reiste Horský 1937 zur Pariser Weltausstellung und ging über die Pyrenäen zu Fuß nach Spanien, wo er sich als Freiwilliger den Internationalen Brigaden anschloss, die auf der Seite der Republik gegen Franco kämpften.
Dort kam er in verschiedenen Infanterie-Einheiten als Offizier im Zeitraum vom 1. Mai 1937 bis zum 9. Februar 1939 in der Schlacht von Brunete, in der Frontstadt Quinto (Saragossa) und an der Levante zum Einsatz, wobei ihm seine militärische Ausbildung zugutekam. Er diente u. a. als Stabsoffizier (Leutnant seit 30. Juni 1937) in der 15. Anglo-Amerikanischen Brigade. In der Operation um Quinto 1938 verwundet, wurde ihm im Spital „Villa Hijos“ Benicasim (Benicàssim) vom Arzt Friedrich Kisch ein Granatsplitter aus dem rechten Fuß entfernt. Nach der Genesung diente Horský in einer südslawischen Einheit (129. Brigade), die zum Bataillon „Dimitroff“ der 15. Internationalen Brigade gehörte. Im letzten Kriegsjahr in Spanien wurde er mit dem Tschechoslowakischen Kriegskreuz ausgezeichnet. 
Nach der Niederlage der Spanischen Republik und seiner Flucht am 9. Februar 1939 nach Frankreich durchlitt Horský vier französische Lager, in denen er interniert wurde: Argelès-sur-Mer, Gurs, Le Vernet und Camp de Bossuet. Dort lernte er den Schriftsteller Friedrich Wolf kennen, mit dem ihn fortan eine lebenslange Freundschaft verband. Im März 1941 wurde er in das KZ Djelfa (Nordafrika) deportiert. Nach der Befreiung des Lagers durch anglo-amerikanische Truppen kam er im Juni 1943 nach England. Dort schloss er sich am 30. Juni 1943 der Tschechoslowakischen Exilarmee an, mit der er am 19. Mai 1945 in seine Heimat zurückkehrte.

## Nach 1945
In seiner Heimat ließ Jiří Horský sich in Tábor nieder, hielt sich 1946 zu einem längeren Genesungsurlaub in Mariánské Láznĕ auf und gehörte als Major der Infanterie bald wieder den tschechoslowakischen Streitkräften an. Nach der Machtübernahme der Kommunisten 1948 durch den Februarumsturz wurde Horský 1951 in Prag wegen „kosmopolitischer Anschauungen“ aus der Tschechoslowakischen Armee entlassen. Er ging als Produktionsarbeiter ins nordböhmische Děčín, kehrte nach einigen Jahren zum Militär zurück, wo er 1965 im Rang eines Obersts der Tschechoslowakischen Volksarmee stand. Nach dem Prager Frühling wurde er 1971 aus der Kommunistischen Partei ausgeschlossen, 1989 aber rehabilitiert. Jiří Horský starb am 9. Juli 2005 in einem Seniorenheim für Armeeangehörige in Ústí nad Labem. Für seine militärischen Dienste in tschechoslowakischen Einheiten im In- und Ausland erhielt er fünf militärische Orden überreicht. Auch wurde ihm wie allen noch lebenden Mitgliedern der "Internationalen Brigaden" im Jahr 1996 die spanische Ehren-Staatsbürgerschaft verliehen. Über das Privatleben von Jiří Horský ist nur wenig bekannt. Nach der Trennung von seiner ersten Ehefrau heiratete er 1944 in England Clara Kola. Bis an sein Lebensende stand er für die „Ideale der Solidarität“ ein. Ein Jahr vor seinem Tod äußerte er in einem Interview: „In mir lebt der Wunsch, in Tschechien wie in Deutschland möge der Antifaschismus über den Ungeist egoistischer Nationalisten siegen.“

## Nachweise
1. ↑  Daten zum Militärdienst in Spanien und in der Tschechoslowakei stellte das Militärarchiv Prag (Vojenský ústřední archiv / VÚA Praha) zur Verfügung, Bestand: Horský Jiří Winterstein 26.11.1909. Die übrigen Angaben sind verzeichnet im Bundesarchiv Berlin, Signatur N 2730 Nachlass Dr. Heinz Senenko; Karton „Spanienkämpfer“, darin Fotos, Briefe und biografische Blätter von und über J. Horský.
2. ↑  Mitteilung von Anna Hajková, Historikerin, vom 19.3.2024. Über Clara Kola liegen keine Informationen vor.
3. ↑  Bundesarchiv Berlin, Signatur N 2730 Nachlass Dr. Heinz Senenko; Karton „Spanienkämpfer“, darin Fotos, Briefe und biografische Blätter von und über J. Horský, unpaginiert.

| Personendaten    | Personendaten                             |
| ---------------- | ----------------------------------------- |
| NAME             | Horský, Jiří                              |
| KURZBESCHREIBUNG | tschechoslowakischer Militär              |
| GEBURTSDATUM     | 3. Juli 1909                              |
| GEBURTSORT       | Pressburg, Österreich-Ungarn              |
| STERBEDATUM      | 9. Juli 2005                              |
| STERBEORT        | Děčín, Okres Děčín, Tschechische Republik |